# Protoceràtids
Els protoceràtids (Protoceratidae) són una família d'artiodàctils extints. Les espècies d'aquest grup visqueren des de l'Eocè fins al Pliocè a Nord-amèrica i Centreamèrica.
Els protoceràtids mesuraven entre un i dos metres de llarg i s'assemblaven als cérvols, tot i que eren més propers als camèlids. La seva característica més destacable eren les protuberàncies òssies que tenien el cap, que probablement servien per exhibicions o per lluitar amb rivals i depredadors. Algunes espècies, com ara el gènere tipus Protoceras, tenien un parell d'ossicons coberts de pell, però representants més tardans com Syndyoceras i Synthetoceras tenien protuberàncies complexes i bifurcades. Els primers protoceràtids tenien ullals superiors que estan absents en formes posteriors. El nombre de dits a cada pota varià amb el temps entre quatre i dos dits amb peülles.